# 波多野貞之助
波多野 貞之助（はたの ていのすけ、元治元年8月26日（1864年9月26日） - 大正12年（1923年）8月18日）は、日本の教育者。

## 経歴
土浦藩士の家に生まれる。1887年（明治20年）、東京高等師範学校を卒業し、茨城県師範学校教諭となった。その後、東京高等師範学校教諭となり、1892年（明治25年）からドイツに留学した。1896年（明治29年）に帰国した後は、東京高等師範学校講師、同教授を務めた。また東京女子高等師範学校教授や東京高等師範学校附属中学校主事を兼任した。

## 家族
- 父・波多野弘 ‐ 土浦藩（土屋家）の江戸詰め下級武士。維新後土浦に戻り帰農したがうまくいかず貞之助の就職を機に一家で上京。[4]
- 母・いち（1846-） ‐ 土浦藩士・神谷伝の二女。[5]
- 弟・波多野高吉（1867-） ‐ 弘の二男。判事。東京帝国大学法科大学卒。[5]
- 妻・タキ（1875-） ‐ 島根県安濃郡役所書記・長谷要太郎の妹。[5][6]
- 姪・福永操 ‐ 高吉の娘。[4]

## 著作
著書
- 『教育学書解説 ライン氏教育学』 育成会、1901年6月
- 『教育学 付学校管理法』 宝文館〈六学年小学校 教員講習叢書〉、1907年9月

訳書
- 『小学校 教授の実際』全4巻、佐々木吉三郎共訳、同文館、1902年1月-1905年11月

## 関連文献
- 『教育』第381号、茗渓会、1914年12月
- 後藤胤保 「噫波多野貞之助先生」（『教育研究』第262号、初等教育研究会、1913年9月）
- 木内陽一 「近代日本におけるヘルバルト派教育学の受容と展開 : ヴィルヘルム・ラインを中心に」（林忠幸、森川直編 『近代教育思想の展開』 福村出版、2000年2月、ISBN 4571101252）
- 渡辺登 「波多野貞之助」（富田仁編 『新訂増補 海を越えた日本人名事典』 日外アソシエーツ、2005年7月、ISBN 4816919333）